# گوشلوندان
گوشلوندان، روستایی از توابع بخش مرکزی شهرستان فومن در استان گیلان ایران است .

## جمعیت
این روستا در دهستان رودپیش قرار دارد و براساس سرشماری مرکز آمار ایران در سال ۱۳۸۵، جمعیت آن ۹۴۰ نفر (۲۴۲خانوار) بوده‌است.